# 馮紹波
馮紹波，大紫荊勳賢，GBS（1949年—），香港經濟日報集團主席兼創辦人，曾為香港策略發展委員會委員，香港集思會前主席。
馮氏畢業於東院道官立小學，後在中學時期就讀於英皇書院（1962年起入讀），並於1968年至1972年期間就讀於香港大學社會科學系，期間曾於1971年當選為香港大學學生會會長，其後負笈英國曼徹斯特大學深造，於1977年獲經濟學碩士銜。1988年創辦《香港經濟日報》。

## 榮譽
- 金紫荊星章 (2003年)
- 大紫荊勳章 (2025年)